# Puchnerova archa
Puchnerova archa je gotický retábl, který roku 1482 nechal zhotovit velmistr Rytířského řádu křižovníků s červenou hvězdou Mikuláš Puchner pro řádový kostel sv. Františka z Assisi na Starém Městě v Praze. Anonymní autor deskových maleb je označován jako Mistr Křižovnického oltáře. Část oltáře je vystavena v expozici Národní galerie v Praze.

## Historické souvislosti vzniku oltáře a vyobrazení
Rytířský řád křižovníků s červenou hvězdou je jediný mužský řád založený v Čechách, s centrem v Praze a historií sahající do 13. století. Původně byl laickým špitálním bratrstvem, které po vzoru sv. Hedviky založila roku 1233 Anežka Česká při klášteru klarisek a kostele sv. Haštala. Bratrstvo se řídilo řeholí sv. Augustina, a idejemi sv. Františka z Assisi a jeho hlavním posláním byla péče o nemocné. Téhož roku matka Anežky, královna Konstancie Uherská, odkoupila od Řádu německých rytířů kostel svatého Petra na Poříčí včetně několika obcí a darovala je bratrstvu. Roku 1237 papež povýšil Křižovníky na rytířský řád a jeho členové jako řeholní kanovníci vykonávali duchovní správu nad svěřenými farnostmi. Řádový znak, kterým je kříž doplněný pěticípou hvězdou, udělil papež na žádost sv. Anežky v 50. letech 13. století. Roku 1252 založila Anežka nový špitál s kostelem sv. Ducha (později sv. Františka) na staroměstské straně Juditina mostu ("ad pedem pontis pragensis"). Řád zakládal postupně další špitály a kostely v Čechách, na Moravě a ve Slezsku. Významnou odnož měl také ve Vratislavi, odkud pocházela sv. Hedvika.
Dne 29. listopadu 1378, v den úmrtí Karla IV., vypukl ve špitále křižovníků u sv. Františka požár, který zničil i kostel a konvent se všemi cennostmi, listinami i privilegii. Za husitských válek se Řád křižovníků musel uchýlit do katolických západních Čech. Přišel o většinu majetku, zahrnujícího v té době kromě špitálů také řadu farností. Po husitských válkách se Řád křižovníků s červenou hvězdou aktivně účastnil rekatolizace země, v době jagellonské zaznamenal nový rozkvět a část majetku se mu podařilo získat zpět. V letech 1460-1490 se stal jeho dvacátým velmistrem Mikuláš Puchner, který objednal nový hlavní oltář se sochou Panny Marie (Assumpty) a s vyobrazením scén věnovaných dějinám, poslání a spiritualitě řádu.

## Popis díla
Puchnerova archa je rozměrný křídlový oltář s centrální sochou Panny Marie, dvěma pevnými a dvěma oboustranně malovanými křídly. Byla hlavním oltářem konventu rytířského řádu Křižovníků. Socha Madony stojící na půlměsíci (typ Assumpty) byla v původní architektuře oltáře patrně doplněná dvěma anděly přinášejícími korunu. Styl řezby napovídá, že dílo pochází z některé norimberské dílny.  Socha je trvale umístěna v kostele sv. Františka z Assisi na Starém Městě v Praze.
Malby na křídlech oltáře jsou ovlivněny nizozemským naturalismem (Dieric Bouts), patrným v pečlivé kresbě drobných detailů, portrétní charakteristikou tváří a dobovými reáliemi, které přenášejí zobrazený děj do současnosti diváka a tlumočí ho jako aktuální příběh.Charakteristickými rysy malířského stylu je prostor zobrazený formou kulis, s nevěrohodnou perspektivou s více ohnisky, některé naturalistické prvky vegetace a architektury, nedramatičnost scén, chladná barevnost podaná ve velkých souvislých plochách. Světlo vychází z jediného zdroje a hloubku prostoru naznačuje např. vržený stín svíčky. Pozadí je nahrazeno zlaceným rytým ornamentem. Tvary jsou tvrdší a kresebnější, plastické objemy těl a drapérie jsou modelovány malířskými technikami. Místy je patrná podkresba. Vnitřní strany retáblu jsou zlacené a zdobené cínovaným reliéfním ornamentem napodobujícím brokát, vnější dekorovány stříbrnou fólií s jednodušším geometrickým vzorem.
Na dvou vysokých deskových obrazech, rámujících sochu Panny Marie v oltářní skříni, jsou vlevo postavy sv. Barbory s klečícím donátorem Mikulášem Puchnerem, který se obrací k Panně Marii, vpravo sv. Kateřina se svými obvyklými atributy (kolo, meč, postava pokořeného císaře Maxentia). Nápis na spodním okraji obrazu uvádí jako rok vysvěcení oltáře dvousté výročí úmrtí sv. Anežky roku 1482.
Na horní části levého pohyblivého křídla oltáře je zobrazena sv. Anežka jako princezna, která podává prvnímu velmistru řádu, Albertu ze Šternberka, model kostela. Na protější straně je zobrazena sv. Hedvika Slezská s vévodskou čapkou, ošetřující nemocného na lůžku. Hedvika byla manželka slezského knížete Jindřicha a založila špitál ve Vratislavi. Anežka byla ve 3 letech zasnoubena s jejich synem Konrádem a Řád křižovníků zde měl odnož kláštera. Tento obraz byl dříve velmi často nesprávně chápán jako zobrazení sv. Anežky (naposledy např. v interpretaci H. Soukupové). O tom, že se jedná o sv. Hedviku Slezskou v zásadě nemůže být pochyb - viz vévodská čapka i skutečnost sv. Anežka jako klariska nesměla opouštět klauzuru a ošetřovat nemocné. Ve spodní části vlevo je Smrt Panny Marie s poslední modlitbou, vpravo scéna Ukřižování.
Na horní části vnější strany křídel byly dvojice světců. Na zachovaném levém křídle je zemská patronka svatá Ludmila spolu se sv. Voršilou, která byla populární ve špitálním bratrstvu jako ochránkyně před morem, chybějící pravá část mohla zobrazovat sv. Václava. V dolní části vnější strany křídla je svatý Augustin vyučující křižovníky, mezi kterými je znovu postava M. Puchnera. Na druhém křídle je scéna stigmatizace sv. Františka. Světec má přímou spojitost se sv. Anežkou jako zakladatelkou kláštera na Františku a zjevení sv. Kříže, neseného serafem, odkazuje k řádu Křižovníků. Kompozice pochází z grafické předlohy Monogramisty E.S.
Jednotlivé části retáblu doplňovaly ve spodní části nápisy, které se dochovaly jen částečně.
Některé deskové obrazy, které jsou součástí oltáře (sv. Anežka s velmistrem Albertem ze Šternberka, Ukřižování, sv. Augustin vyučující křižovníky) jsou umístěny v konventu Rytířského řádu křižovníků s červenou hvězdou, ostatní jsou vystaveny ve stálé expozici Národní galerie v Praze.